# Pilisborosjenő
Pilisborosjenő is een plaats (község) en gemeente in het Hongaarse comitaat Pest. Pilisborosjenő telt 3143 inwoners (2001).